# Пеннар
Пеннар (також відома як Пінакіні, Пеннеру, Пеннер, Пенна, Пеннаї) — річка на півдні Індії. Це унікальна річка, яка, витікаючи з пагорбів Нанді, тече двома різними потоками, один у північному та південному напрямках. Пенна бере початок у пагорбах Нанді в окрузі Чиккабаллапура штату Карнатака, протікає на північ і схід через штати Карнатака й Андхра-Прадеш, і впадає в Бенгальську затоку в Андхра-Прадеш. Вона сягає 597 кілометрів (371 миля) завдовжки, з водозбірним басейном, що охоплює площу 55 213 км 2.. Паралельно із цим головним потоком є ще один потік на півдні у напрямку Тамілнаду з назвою Тхен Пеннай або південний Пеннар, який далі рухається на схід і впадає в Бенгальську затоку. Басейн річки Пеннар розташований у зоні дощової тіні Східних Гат і отримує 500 мм середньорічної кількості опадів.

## Етимологія
Оскільки річка тече двома потоками, як північного, так і південного напрямків, вона має форму дуги. Таким чином ця річка отримала назву Пінакіні на честь лука Пінака, який належав богові Шиві. Назва Пеннеру (або Пеннер) походить від слів телугу penu పెను, що означає великий, і yeru ఏఱు / యేఱు, що означає річка, або ж від neeru నీరు вода, що тече. 

## Рослинність
Верхня частина басейну раніше була вкрита сухими тропічними лісами, колючими лісами та склерофітними чагарниками. Більшість сухих тропічних лісів зараз зникли внаслідок вирубки для випасу та надмірної заготівлі лісів на деревину та дрова, замінені колючими чагарниковими лісами. Залишки лісів Декану переважно листяні, вони скидають листя в сухі зимові та весняні місяці. Сухі вічнозелені ліси Східного Декану прибережної Андхри були вічнозеленими, але ці ліси в основному зведені до крихітних залишків.

## Порт
Невеликий човновий порт Крішнапатнам раніше лежав на струмку Уппутеру, а тепер перетворився на глибоководний порт. Букінгемський канал, судноплавний штучний водний шлях, який проходить прямо за узбережжям, дозволяє невеликим човнам від Пеннари дістатися до Ченнаї на півдні та дельти річки Крішна на півночі. Станом на листопад 2015 року порт Крішнапатнам є великим портом, розташований на відстані 24 км від міста Неллор. Крішнапатнам може приймати великі кораблі вантажопідйомністю до 150 000 тонн. Він став одним із найглибших портів Індії з осадкою 18 метрів.